# Лунёво (Болховский район)
Лунёво, встречается написание Лунево — село в составе Болховского района Орловской области, входит в Боровское сельское поселение. Население — 1 чел. (2010).

## География
Село расположено в центральной части Среднерусской возвышенности в лесостепной зоне, на севере Орловской области.
Уличная сеть представлена одним объектом: Медовая улица.
Географическое положение
в 3 км. — административный центр поселения деревня Козюлькина, в 15 км. — административный центр района.
Климат
близок к умеренно-холодному, количество осадков является значительным, с осадками даже в засушливый месяц. Среднегодовая норма осадков — 627 мм. Среднегодовая температура воздуха в Болховском районе — 5,1 °C.

## Население
| 2010 |
| ---- |
| 1    |

национальный и возрастной состав
Проживают (на 2017—2018 гг.) 2 жителя в двух дворах: от 30 до 50 лет — 1 чел., свыше 60 лет — 1 чел..
По данным Всероссийской переписи населения 2010 года в гендерной структуре населения 100 % составляли мужчины. Остальная информация не отображается в целях защиты конфиденциальности данных..
Согласно результатам переписи 2002 года, в национальной структуре населения
русские составляли 100 % из общей численности населения в 15 жителей

## Инфраструктура
Приусадебное сельское хозяйство.

## Транспорт
Просёлочные дороги.